# Чан Джин
Чан Джин (родился 24 февраля 1971) южнокорейский кинорежиссёр, театральный режиссер, драматург, сценарист, кинопродюсер, актер и телеведущий.
Джин считается одним из выдающихся деятелей кинематографа, появившихся из Ренессанса корейского кино 1990-х годов. Уникальный стиль кинопроизводства Чана смешивает нетрадиционные сюжетные линии, причудливые персонажи, сухой и подрывной юмор, комичные повороты и острые каламбуры, сценическое представление, наблюдение за обществом и гуманизмом. На фильмы Джина билеты не продаются миллионами, но он сумел воспитать верных фанатов, которые ценят его личный стиль.

## Карьера
В школьные годы Чан Джин мечтал стать музыкантом, но планы изменились, как только он впервые увидел театральную постановку на первом курсе средней школы. Будучи старшеклассником, он сыграл более чем в 40 спектаклях, получив хорошие отзывы и несколько наград за свои выступления. После окончания театрального факультета в Сеульском институте искусств в середине 1990-х он присоединился к команде сценаристов SBS для шоу варьете Good Friends. Он создал свою версию Hollywood Message, которую написал и отредактировал самостоятельно. Он брал сцены из популярных голливудских фильмов, которые показывали в кинотеатрах, и делал на них пародии, добавляя незадачливые всплывающие окна, смешивая сцены из разных фильмов вместе, таким образом формировал уникальный коллаж изображений. Благодаря его вкладу рейтинги шоу поднялись до невероятных высот.
В январе 1995 года первый полноценный сценарий Чана, Cheonho-dong Crossroad, попал в ежегодный литературный конкурс, который организовывает и проводит Чосон ильбо, крупнейшая ежедневная газета Кореи. Используя троих персонажей, которые будут присутствовать в большинстве его театральных пьес и ранних фильмах (Hwa-yi, Dal-soo и Deok-bae), его новая творческая манера повествования завоевала признание судей, которые отдали ему главный приз конкурса. Свою первую пьесу Heotang он написал в возрасте 21 года, во время прохождения военной службы. За ней последовала пьеса Clumsy People, она имела большой успех, была удостоена множества похвал, а также позволила актрисе Song Chae-hwan выиграть награду за лучшую женскую роль на театральном фестивале в Сеуле. В это же время он помогал адаптировать Song Jae-hee, результатом чего стала A Hot Roof, феминистская комедия, где группа женщин из разных слоев общества протестуют против своего положения в обществе с крыши здания, в то время как их мужья и остальная часть жителей города пытаются справиться со всем, что происходит в разгар жаркого лета, которое когда-либо видела Корея.
Прошло еще несколько лет, прежде чем Джин стал полностью работать на улице Chungmuro, в сердце киноиндустрии Кореи. К этому времени он уже успел заработать репутацию одного из самых блестящих театральных режиссеров в стране. Его уникальные сценарии и персонажи казались реальными даже в самых сюрреалистических ситуациях. Его Taxi Driver (таксист) 1997 года имела огромный успех, была остроумной, демонстрировала талант автора к живому диалогу. В оригинале роль главного героя Deok-bae сыграл Чхве Мин Сик. Он исполнил роль таксиста из сельской местности, который решает переехать в город, покупает частное такси на деньги от продажи земли его матерью. Он надеется изменить свою несчастную жизнь.
Успех его театральных постановок принес ему популярность в индустрии. Режиссер Ким Джон Хак, ветеран телевизионной драмы, заказал у Джина сценарий, но проект был отложен. Джин скрупулезно работал над сценарием, что привело к его дебютной полнометражной комедии The Happenings в 1998 году. В финальную версию картины вошла только половина отснятого материала.
В 1999 году Чан основал театральную труппу Suda, среди актеров, которые сотрудничали с ним она постоянной основе, были: Jung Gyu-soo, Shin Ha-kyun, Jung Jae-young и Jang Young-nam. После работы над пьесой Magic Time («Волшебное время»), он снял свой второй фильм The Spy («Шпион»), недооцененную комедию с Yoo Oh-sung в главной роли. Он исполнил роль северокорейского шпиона, пытающегося украсть волшебную формулу «super pig» (супер свиньи), принадлежащую Юной Корее, для борьбы с голодом.
Дальнейшая карьера Чана привела его к тому, что он возглавил рейтинг самых востребованных режиссеров Кореи. В 2000 году он основал свою собственную кинокомпанию Film It Suda, наняв сценаристов, продюсеров и режиссеров. Их первой работой стал киноальманах в трех частях No Comment, который вышел в 2002 году.
Достигнув успеха в театре и кино, Чан смог реализовать себя в качестве продюсера, а также заняться самым любимым делом, писать сценарии. Провал мелодрамы A Man Who Went to Mars («Человек, который отправился на Марс») 2003 года, также известная как A Letter from Mars («Письмо с Марса»), по сценарию Чана, чуть не привел компанию к краху. Последствия провала фильма ощущались и в 2004 году, но это не помешало романтической комедии Someone Special («Кто-то особенный») получить блестящие отзывы о работе актеров Lee Na-young и Jung Jae-young, а также принести приличный кассовый сбор, не смотря на низкий бюджет фильма. После чего Чан сосредоточился над адаптацией своей успешной театральной пьесы 2000 года Leave When They’re Applauding для экранизации. В результате в 2005 году на экраны вышел Murder, Take One, история о случае убийства, транслируемом в прямом эфире в течение 48 часов. Это детективный фильм с резкой критикой одержимых рейтингами СМИ, повествующий также об увлечении зрителей реалити-шоу.
Еще одним коммерческим и творческим успехом Чана в 2005 году стала картина Welcome to Dongmakgol («Добро пожаловать в Тонмакколь»), адаптированная по его одноименной пьесе 2002 года. Это история отдаленной горной деревни, где во время Корейской войны застряли вместе с американским солдатом застряли северо- и южнокорейские военнослужащие. Трагикомедийный военный фильм стал дебютом для Park Kwang-hyun, одного из коллег Чана по его театральной работе, который присоединился к кинокомпании Film It Suda в качестве режиссера.
В августе 2005 года Чан впервые стал театральным режиссером пьесы, которую написал не сам. Он руководил выпускниками Сеульского института искусств в постановке Death of a Salesman («Смерть коммивояжера») по пьесе Артура Миллера. Спектакль был поставлен в честь 43-й годовщины связанного с институтом Центра искусств Dongnang и столетнего юбилея покойного Yu Chi-jin, основателя института и первого амфитеатра страны.
Попробовав себя режиссером и сценаристом в гангстер жанре (Righteous Ties 2006 год) и в жанре мелодрамы (My Son 2007 год), Чан написал остроумный сценарий Going by the Book для Ra Hee-chan. В центре сюжета было фиктивное ограбление банка, которое становилось смущающе реальным. Он также внес комический сюжет в сценарий картины Public Enemy Returns, третий выпуск Kang Woo-suk о жестоком детективе Kang Cheol-jung, роль которого исполнил Sol Kyung-gu.
Его сатирическая картина на политическую тему Good Morning President («Доброе утро президент») стала первым фильмом Пусанского международного кинофестиваля 2009 года. В этом же году на церемонии MBC Drama Awards Чан получил специальную награду за свое радио шоу Radio Book Club (2008 год), которое выходило на радиостанции Munhwa Broadcasting Corporation.
Его следующие фильмы, комедия The Quiz Show Scandal 2010 года и мелодрама Romantic Heaven 2011 года, получили хорошие отзывы, но были менее успешными в прокате.
Помимо того, что он является генеральным директором компании Film It Suda, он также является соучредителем кинокомпании KnJ Entertainment Inc. вместе со своим другом Kang Woo-suk.
Чан был судьей первого и второго сезонов популярного телевизионного шоу Korea’s Got Talent. Он написал и выступил режиссером первых трех сезонов комедийного шоу Saturday Night Live Korea. Чан считает, что сатирические комедии способны изменить общество в лучшую сторону.

## Личная жизнь
В мае 2007 Чан женился на студентке аспирантуры Cha Young-eun. В браке у низ двое сыновей, Jang Cha-in и Jang Cha-yoon.